# Deleatidium myzobranchia
Deleatidium myzobranchia är en dagsländeart som beskrevs av Phillips 1930. Deleatidium myzobranchia ingår i släktet Deleatidium och familjen starrdagsländor och återfinns på Nya Zeeland. Inga underarter finns listade i Catalogue of Life.